# Reichardia tingitana
Espèce
Reichardia tingitana est une espèce de plantes à fleurs de la famille des Astéracées, originaire du Maroc, d'Espagne et des îles Canaries.

## Étymologie
Le nom de tingitana est le nom de la province romaine de Tingis (actuellement Tanger).

## Synonymes
- Picridium tingitanum (L.) Desf.
- Sonchus tingitanus (L.) Lam.

## Description
Plante herbacée à capitules jaunes et au centre pourpre foncé.